# Mercoledì delle ceneri
Il Mercoledì delle ceneri (o Giorno delle ceneri o, più semplicemente, le Ceneri; anche indicato in passato come cinerum, caput jejunii o quadragesimae; in latino: Feria quarta cinerum) è il mercoledì precedente la prima domenica di quaresima che, nelle Chiese cattoliche di rito romano e in molte Chiese protestanti, coincide con l'inizio della quaresima, periodo liturgico "forte" a carattere battesimale e penitenziale in preparazione della Pasqua cristiana. In questo giorno tutti i cattolici dei vari riti latini sono tenuti a far penitenza e a osservare il digiuno e l'astinenza dalle carni.
Da queste disposizioni ecclesiastiche derivano alcune locuzioni fraseologiche come carnevale (dal latino carnem levare, cioè "eliminare la carne") o martedì grasso (l'ultimo giorno di carnevale, vigilia delle Ceneri, in cui si può mangiare "di grasso"), che coincide con la festa del Santo Volto di Gesù, introdotta nel '58 da Pio XII in base alla devozione diffusa dalla beata Madre Maria Pierina De Micheli (devota della Sacra Sindone) e da suor Marie de Saint Pierre (1816-1848)..

## Il rito romano
La parola "ceneri" richiama invece in modo specifico il rito liturgico che caratterizza il primo giorno di quaresima, durante il quale il celebrante sparge un pizzico di cenere benedetta, ricavata secondo la consuetudine bruciando i rami d'ulivo benedetti nella Domenica delle palme dell'anno precedente, sul capo dei fedeli per ricordare loro la caducità della vita terrena e per spronarli all'impegno penitenziale della Quaresima. Mentre impone le ceneri a ciascun fedele, il celebrante pronuncia infatti una formula di ammonimento, scelta fra Memento, homo, quia pulvis es, et in pulverem reverteris (da Genesi 3,19; in italiano: «Ricordati che sei polvere e in polvere ritornerai») e Pænitemini, et credite Evangelio (da Marco 1,15; in italiano: «Convertitevi e credete al Vangelo»). La seconda formula è stata introdotta dalla riforma liturgica seguita al Concilio Vaticano II con riferimento all'inizio della predicazione di Gesù e compare per prima nel messale Romano di papa Paolo VI.

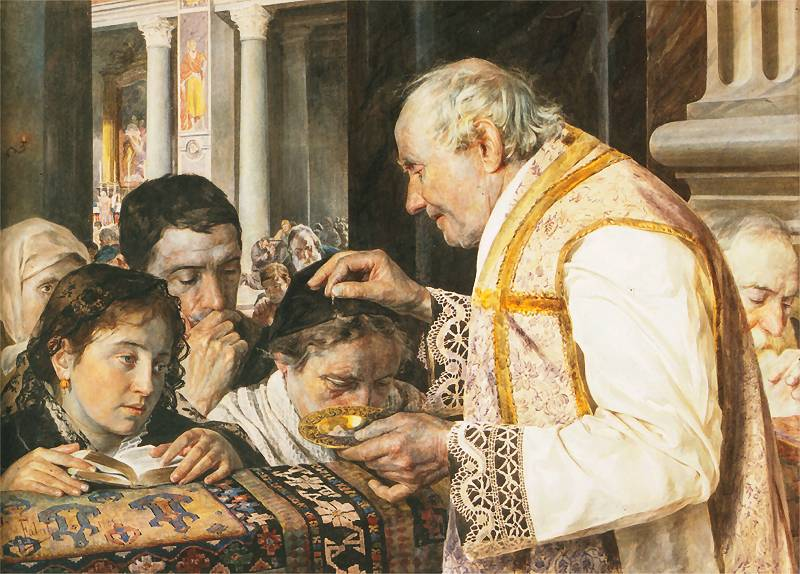
Mercoledì delle Ceneri, acquerello di Julian Fałat, 1881.

## Il rito ambrosiano
Nel rito ambrosiano, in cui la quaresima è posticipata di quattro giorni e ha inizio la domenica immediatamente successiva (e in cui pertanto il carnevale termina con il "sabato grasso"), l'imposizione delle ceneri avviene o in quella stessa prima domenica di quaresima oppure, preferibilmente, il lunedì seguente. Il giorno di digiuno e astinenza viene invece posticipato al primo venerdì di quaresima.
Mentre la tradizione popolare meneghina fa risalire il proprio carnevale prolungato, o "carnevalone", a un "ritardo" annunciato dal vescovo di Milano sant'Ambrogio, impegnato in un pellegrinaggio, nel tornare in città per celebrare i riti quaresimali, in realtà la diversa datazione della festa mobile delle Ceneri dipende da un consolidato e più antico computo cronologico dei quaranta giorni della quaresima, conservato peraltro anche nel rito bizantino.

## La liturgia papale
L'imposizione delle ceneri sul capo del pontefice, che tradizionalmente avveniva nella basilica di Sant'Anastasia al Palatino per mano del cardinale protovescovo, per almeno cinque secoli si è svolta in silenzio. Stando alla dissertazione scritta dal cardinal Niccolò Maria Antonelli nel 1727, il rito era piuttosto antico, anteriore a papa Gregorio I (VI secolo), e si svolgeva «dicendo sacra illa verba: Memento homo, quia pulvis es et in pulverem reverteris» perlomeno fino al pontificato di papa Celestino III (1191-1198), mentre l'assenza di qualsiasi formula rituale («nihil dicendo») è sicuramente attestata con papa Urbano VI (1378-1389) ma potrebbe essere anticipata con buone ragioni all'inizio del Trecento. Il passaggio quindi al rito silenzioso sarebbe avvenuto nel XIII secolo, mentre la pronuncia della formula ammonitrice è stata reintrodotta all'inizio del Settecento.

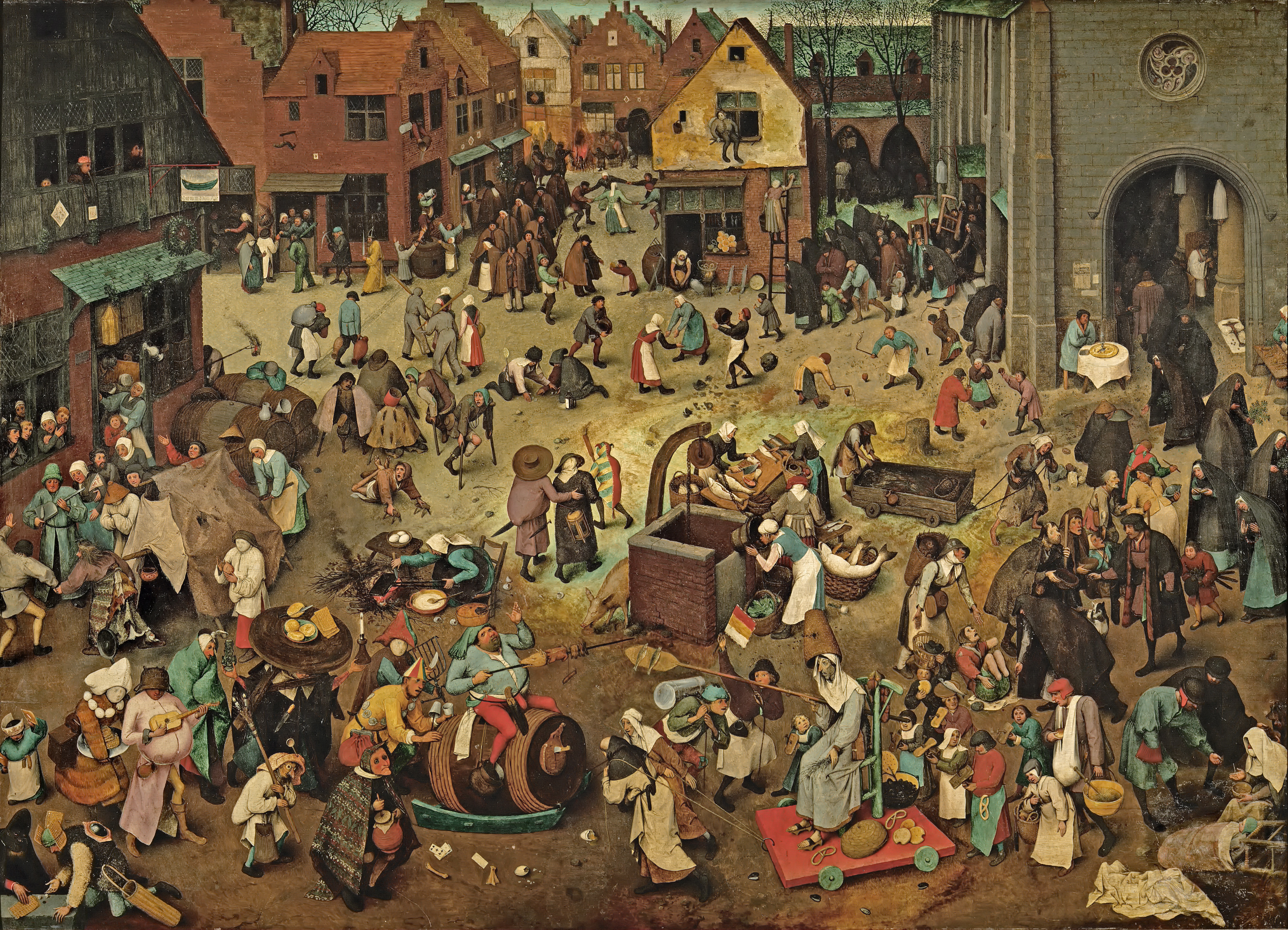
Pieter Bruegel il Vecchio, La battaglia fra il Carnevale e la Quaresima, 1559 (Kunsthistorisches Museum di Vienna).

Dalla basilica di Sant'Anastasia prendeva poi le mosse la solenne processione penitenziale che, a piedi scalzi (almeno fino al XII secolo), saliva fino alla prima stazione quaresimale della basilica di Santa Sabina, sull'Aventino, dove i pontefici celebravano la messa stazionale e pronunciavano la loro omelia del Mercoledì delle ceneri. Interrotta nel Settecento e ripresa da papa Giovanni XXIII nel 1962, facendola però iniziare dalla chiesa benedettina di Sant'Anselmo, a poca distanza da Santa Sabina, questa tradizione è stata continuata anche dai suoi successori, con tre eccezioni. Nel 2013, in seguito alle dimissioni di papa Benedetto XVI, le circostanze hanno suggerito di radunarsi nella basilica vaticana; nel 2016, vista la presenza delle spoglie di San Pio da Pietrelcina e di San Leopoldo Mandic nella Basilica Vaticana, papa Francesco ha preferito celebrare in San Pietro; infine nel 2021 a causa della pandemia di Covid-19 il papa ha celebrato la liturgia nella basilica di San Pietro all'altare della cattedra.

## Folclore
Come accade normalmente con le maggiori celebrazioni religiose, anche il Mercoledì delle ceneri può vantare una serie di costumi particolari.
A cominciare dal nome proprio Cenerina (più raro il maschile Cenerino), che deriva testualmente dall'appellativo di questa ricorrenza, e proseguendo con la tradizionale scampagnata delle Ceneri che, nel Parco nazionale del Vesuvio, gli abitanti di Sant'Anastasia compivano ancora pochi decenni fa sul monte Somma, percorrendone le pendici lungo la strada ornata dalle stazioni della Via Crucis, per andare infine a dissetarsi con l'acqua limpida della sorgente Olivella.
A livello di usanze e tradizioni più o meno popolari vanno segnalati anche numerosi Mercoledì delle ceneri trasgressivi, in cui tale giorno non viene inteso come il primo della quaresima ma come quello conclusivo del carnevale:
- il Carnevalone di Marino, ad esempio, era una manifestazione di baldoria organizzata dai repubblicani locali a partire dal 1870 proprio il Giorno delle ceneri con intenti dichiaratamente anticlericali (venne soppresso nel 1922, con l'avvento del fascismo);[14]
- il carnevale di Borgosesia invece continua a festeggiare ancor oggi il Mèrcü scüròt (in lingua piemontese; letteralmente "Mercoledì scuro", nel senso di mogio, triste, tetro) con una sorta di funerale del carnevale stesso, che si celebra dopo la "fagiolata" di mezzogiorno allestendo un corteo "funebre" che tocca tutte le osterie della città e termina solo a notte inoltrata;
- anche a Lazise ci si accontenta della frittura di aole (alborelle di lago) e di un minestrone "di magro" ma poi, concluse le votazioni iniziate il Martedì grasso e proclamati i nuovi Capo Valàr, Quel dal re e il Cagnól (tradizionali maschere locali), si forma il corteo mascherato che gira la città per portare i nuovi "re del carnevale" al riconoscimento ufficiale in municipio;

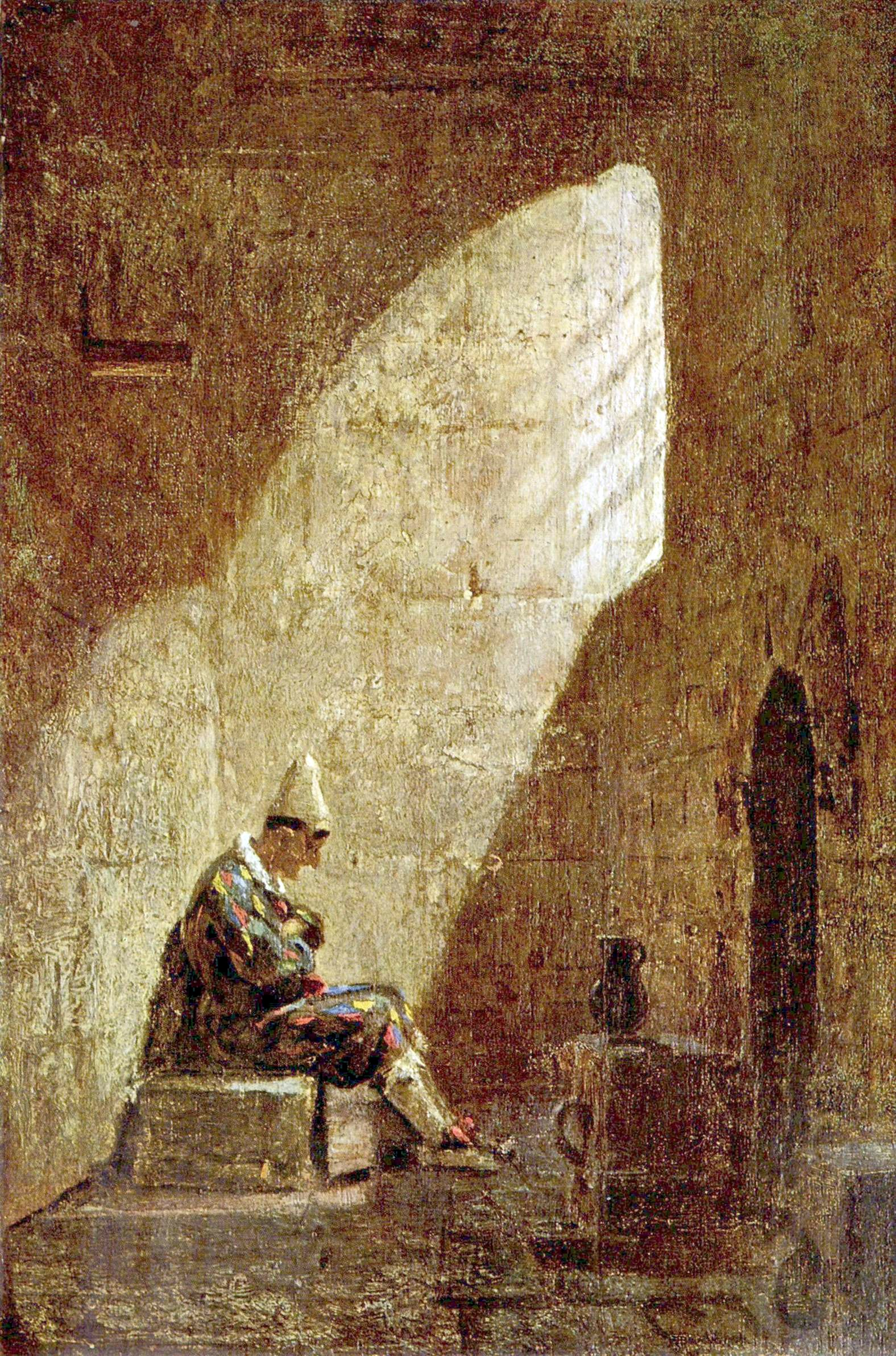
Mercoledì delle Ceneri, olio su canapa di Carl Spitzweg, 1855-1860 (Staatsgalerie di Stoccarda).

- nella Barbagia di Ollolai il carnevale prevede anche l'intinghinzu del Mercoledì delle ceneri, un'imbrattatura di fuliggine che ricalca parodisticamente il rito quaresimale; a Ovodda si svolge una vera festa, il Mehuris de lessia (Mercoledì delle ceneri), con le maschere che cavalcano asini o portano al guinzaglio maiali, pecore e galline e Don Conte, un fantoccio grottesco con una grossa pancia fatta di stracci e il volto di sughero e cartapesta, con il suo seguito di intintos e intinghidores ("tinti" e "tintori") con il volto annerito dalla fuliggine che imbrattano di zinziveddu (polvere di sughero bruciato) chi incontrano per strada e, al tramonto, incendiano e gettano il fantoccio in una scarpata alla periferia del paese; analoga la festa pagana di Coli Coli nella vicina Tiana in cui gli “Intintos” partecipanti alla “festa” si ritrovano nelle vie principali con il viso tinto di carbone ricavato dalla bruciatura del sughero. Chiunque incontri “Intintos” viene a sua volta “intintu”e gli viene offerto da bere. Viene trascinato in processione un pupazzo che poi in serata viene dato alle fiamme.

## Letteratura e arte
A motivo del suo significato religioso altamente simbolico, ma anche per una più prosaica comodità di datazione o incisività del richiamo, il Mercoledì delle ceneri è stato fonte di ispirazione per vari artisti o utilizzato come titolo per le loro opere. Tra le più note si possono ricordare:
- il poema Mercoledì delle ceneri (Ash Wednesday) di Thomas Stearns Eliot,
- il romanzo Mercoledì delle ceneri dell'attore Ethan Hawke,
- il racconto Mercoledì delle ceneri (pubblicato nella raccolta Vai troppo spesso a Heidelberg) di Heinrich Böll,
- il film Mercoledì delle ceneri (Ash Wednesday) di Edward Burns,
- il film Mercoledì delle ceneri (Ash Wednesday) di Larry Peerce,
- l'album Mercoledì delle ceneri (Ash Wednesday) del cantautore Elvis Perkins,
- l'acquerello Mercoledì delle ceneri (Popielec) del pittore polacco Julian Fałat,
- il dipinto a olio Mercoledì delle ceneri (Aschermittwoch) del pittore tedesco Carl Spitzweg,
- il quadro Mercoledì delle ceneri del pittore italiano Riccardo Tommasi Ferroni.
- la canzone "Ash Wednesday" del gruppo statunitense Shivaree.

## Le date dal 2010 al 2030
Il Mercoledì delle ceneri ricorre quaranta giorni prima della Pasqua, escludendo però dal conteggio le domeniche (che non sono mai state considerate giorni di digiuno); ricorre quarantaquattro giorni prima del Venerdì santo se si includono anche le domeniche. Per questo il rito ambrosiano, come quello bizantino, riporta a 40 i giorni totali della Quaresima facendola iniziare 4 giorni dopo. Essendo basata direttamente sul calcolo della Pasqua, la sua data cade quindi in un giorno diverso ogni anno, compreso in un periodo che va all'incirca dall'inizio di febbraio alla prima decade di marzo; più esattamente, nel rito latino, dal 4 febbraio al 10 marzo.
- 2010 - 17 febbraio
- 2011 - 9 marzo
- 2012 - 22 febbraio
- 2013 - 13 febbraio
- 2014 - 5 marzo
- 2015 - 18 febbraio
- 2016 - 10 febbraio

- 2017 - 1º marzo
- 2018 - 14 febbraio
- 2019 - 6 marzo
- 2020 - 26 febbraio
- 2021 - 17 febbraio
- 2022 - 2 marzo
- 2023 - 22 febbraio

- 2024 - 14 febbraio
- 2025 - 5 marzo
- 2026 - 18 febbraio
- 2027 - 10 febbraio
- 2028 - 1º marzo
- 2029 - 14 febbraio
- 2030 - 6 marzo